# Massimo Luongo
Massimo Corey Luongo (* 25. září 1992 Sydney) je australský fotbalový záložník a reprezentant italsko-indonéského původu, který v současné době působí v klubu Swindon Town FC.
Otec je Ital, matka Indonésanka, část jeho rodiny je z Jakarty.

## Reprezentační kariéra
Luongo je bývalým mládežnickým reprezentantem Austrálie.
V A-mužstvu Austrálie přezdívaném Socceroos debutoval v roce 2014.

Zúčastnil se MS 2014 v Brazílii, kde Austrálie skončila bez zisku jediného bodu na posledním čtvrtém místě v základní skupině B.
S národním týmem Austrálie vyhrál domácí Mistrovství Asie v roce 2015.